# Augusta Ferdynanda Toskańska
Augusta Ferdynanda Habsburg-Lotaryńska (ur. 1 kwietnia 1825 we Florencji, zm. 26 kwietnia 1864 w Monachium) – arcyksiężniczka Austrii, księżniczka Toskanii, księżna Bawarii.

## Życiorys
Augusta była córką Leopolda II, wielkiego księcia Toskanii i arcyksięcia Austrii, i jego pierwszej żony Marii Anny, wnuczki Fryderyka Krystiana Wettyna, księcia elektora Saksonii.
15 kwietnia 1844 we Florencji wyszła za mąż za Luitpolda, księcia-regenta Bawarii. Razem ze swoimi dziećmi Augusta mówiła zawsze po włosku. Zmarła w kwietniu 1864, w wieku 39 lat, na gruźlicę. Została pochowana w kościele teatynów w Monachium. Mąż Augusty nie ożenił się po raz drugi.

## Dzieci
- Ludwik III, król Bawarii (ur. 1845, zm. 1921), mąż arcyksiężniczki Marii Teresy Habsburg-Este
- Leopold Maksymilian Józef (ur. 1846, zm. 1930), feldmarszałek Armii Cesarstwa Niemieckiego i armii bawarskiej, mąż arcyksiężniczki Gizeli Habsburg
- Teresa Charlotta Marianna (ur. 1850, zm. 1925), zakonnica w klasztorze Świętej Anny w Monachium
- Franciszek Józef Arnulf (ur. 1852, zm. 1907), mąż księżniczki Teresy z Liechtensteinu